# Hendrick van Uylenburgh
Hendrick van Uylenburgh (* um 1584 oder 1589; † 1661) war ein niederländischer Kunsthändler im Goldenen Zeitalter der Niederlande, der Maler wie Rembrandt, Govert Flinck oder Ferdinand Bol förderte.
Van Uylenburgh entstammte einer mennonitischen Familie, die ursprünglich aus Friesland stammte, wegen ihres Glaubens aber nach Polen emigrierte und sich in Krakau, später in Danzig niederließ, wo Hendrick van Uylenburghs Vater als königlicher Möbelschreiner tätig war. Hendrick wurde zum Maler ausgebildet; er handelte aber auch mit Luxusgütern, darunter Gemälden aus den Niederlanden. Vermutlich hat er den Beruf des Kunstmalers nie ausgeübt, zumindest sind keine Werke überliefert.
Hendrick van Uylenburgh war mit Maria van Eyck verheiratet. Das Paar hatte drei Söhne, Gerrit van Uylenburgh, der die Kunsthandlung seines Vaters übernahm, Abraham Uylenburgh, der irischer Hofmaler, und Isaak, der Zeichner wurde, sowie mindestens vier Töchter, Sara, Anna, Magdalena und Susanna, von denen mindestens eine, die namentlich nicht überliefert ist, eine zeitgenössisch bekannte Zeichnerin war.
1625 ist der Erwerb des Amsterdamer Eckhauses an der Sint-Anthonisbreestraat und dem Zwanenburgwal durch Hendrick van Uylenburgh nachgewiesen, wo das Atelier des gerade verstorbenen Porträtmalers Cornelis van der Voort (1576–1624) untergebracht war. Es handelte sich um das Nebenhaus des heutigen, an der Jodenbreestraat gelegenen Rembrandt-Hauses. Um 1625 herum muss Uylenburgh somit sein Exil verlassen haben. In Amsterdam schloss er rasch gute Kontakte, und sein Geschäft entwickelte sich bald zur führenden Kunsthandlung der Stadt. Ganz in der Nähe seines Geschäfts, ebenfalls an der Sint-Antoniesbreesluis (heute Sint Antoniesbreestraat) lebte Pieter Lastman, bei dem Rembrandt van Rijn 1625 sechs Monate lang gelernt hatte. Möglicherweise haben sich Rembrandt und van Uylenburgh bereits in jener Zeit kennengelernt, jedenfalls lebte Rembrandt zwischen 1631 und 1635 als „Kostgänger“ im Uylenburghschen Haus und beteiligte sich 1631, noch bevor er nach Amsterdam zog, mit 1000 Gulden an Uylenburghs Kunsthandel, indem er ihm diese hohe Summe als Darlehen zur Verfügung stellte. Um dieselbe Zeit eröffnete van Uylenburgh in dem Anwesen ein Kunstatelier, das ab 1631 von Rembrandt geleitet wurde. Der Auftrag zur Porträtierung der Amsterdamer Chirurgengilde (Die Anatomie des Dr. Tulp) wurde ihm vermutlich durch van Uylenburgh vermittelt.

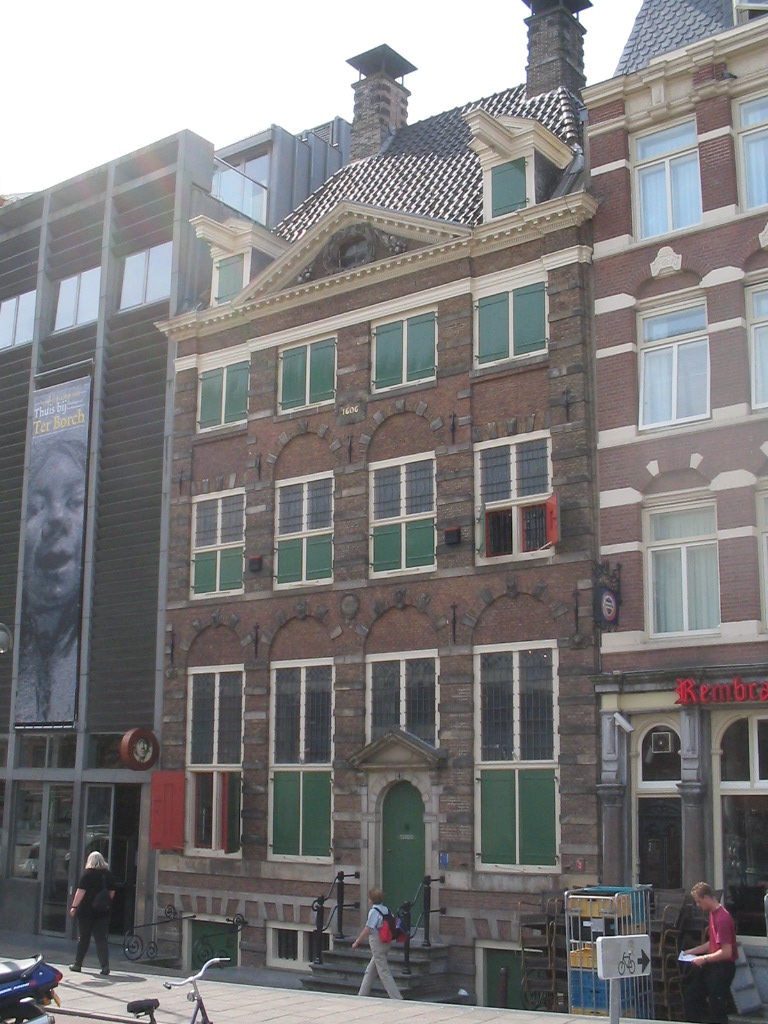
Das Rembrandt-Haus in der Amsterdamer Jodenbreestraat

1634 heiratete Rembrandt Uylenburghs Nichte Saskia van Uylenburgh. 1635 kam die Zusammenarbeit Uylenburghs mit Rembrandt zu einem Ende; Rembrandt und Saskia bezogen eine Mietwohnung in der Nieuwe Doelenstraat (und zogen später in die Zwanenburgerstraat um. Im Januar 1639 erwarb Rembrandt ein Anwesen an der Breestraat (heute Jodenbreestraat), das heutige Rembrandt-Haus, wo er zwanzig Jahre wohnen sollte.)
Van Uylenburgh zog 1647 an den Dam, wo er das Haus De Bril neben dem späteren Amsterdamer Rathaus Paleis op de Dam von der Stadt anmietete. Sein Kunsthandel wurde von Joannes de Renialme übernommen. 1654 musste van Uylenburgh aufgrund von Mietschulden auf den Westermarkt umziehen. Sein Atelier kam an der Lauriergracht in einem Anwesen unter, das im Eigentum von Govert Flinck und Jürgen Ovens stand. Flinck gilt als Nachfolger bei der Atelier-Leitung.
Hendrick van Uylenburgh verstarb 1661 und wurde in der Amsterdamer Westerkerk begraben.
Sein Sohn Gerrit übernahm den väterlichen Kunsthandel und geriet in die Schlagzeilen, als ein Verkauf von 13 Bildern an den Kurfürsten Friedrich Wilhelm von Brandenburg nicht zustande kam. Er ließ insgesamt 35 Expertisen über die Echtheit der Werke anfertigen, darunter von Jan Lievens, Melchior de Hondecoeter, Gerbrand van den Eeckhout und Johannes Vermeer. Gleichwohl war seine Reputation so lädiert, dass er 1675 Konkurs anmelden musste.